# Torremocha de Jiloca
Torremocha de Jiloca ist ein Ort und eine Gemeinde (municipio) mit 103 Einwohnern (Stand: 2024) im Zentrum der Provinz Teruel in der Autonomen Region Aragonien im östlichen Zentralspanien.

## Lage und Klima
Der Ort Torremocha de Jiloca liegt im Süden des Iberischen Gebirges etwa 28 km (Fahrtstrecke) nordnordwestlich der Stadt Teruel in einer Höhe von ca. 980 m. Durch die Gemeinde führt die Autovía A-23. In der Gemeinde liegt auch der Flugplatz Aérodromo de Torremocha. Das Klima ist gemäßigt bis warm; Regen (ca. 446 mm/Jahr) fällt übers Jahr verteilt.

## Bevölkerungsentwicklung
| Jahr      | 1970 | 1981 | 1991 | 2001 | 2011 | 2021 |
| Einwohner | 340  | 258  | 202  | 159  | 133  | 107  |

Die Mechanisierung der Landwirtschaft sowie die Aufgabe bäuerlicher Kleinbetriebe und der daraus resultierende Verlust an Arbeitsplätzen haben in der zweiten Hälfte des 20. Jahrhunderts zu einem deutlichen Bevölkerungsrückgang (Landflucht) geführt.

## Sehenswürdigkeiten

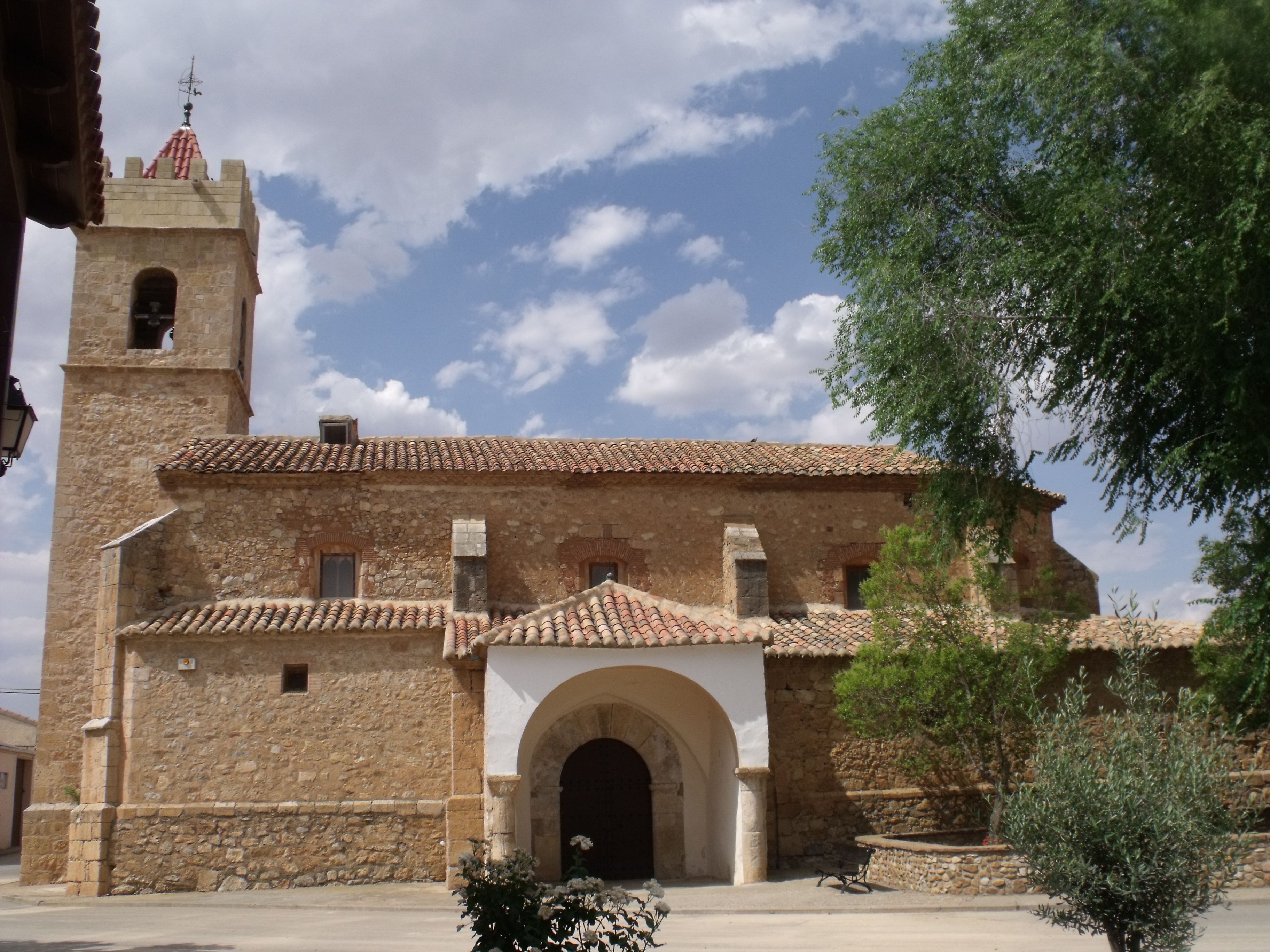
Christopheruskirche
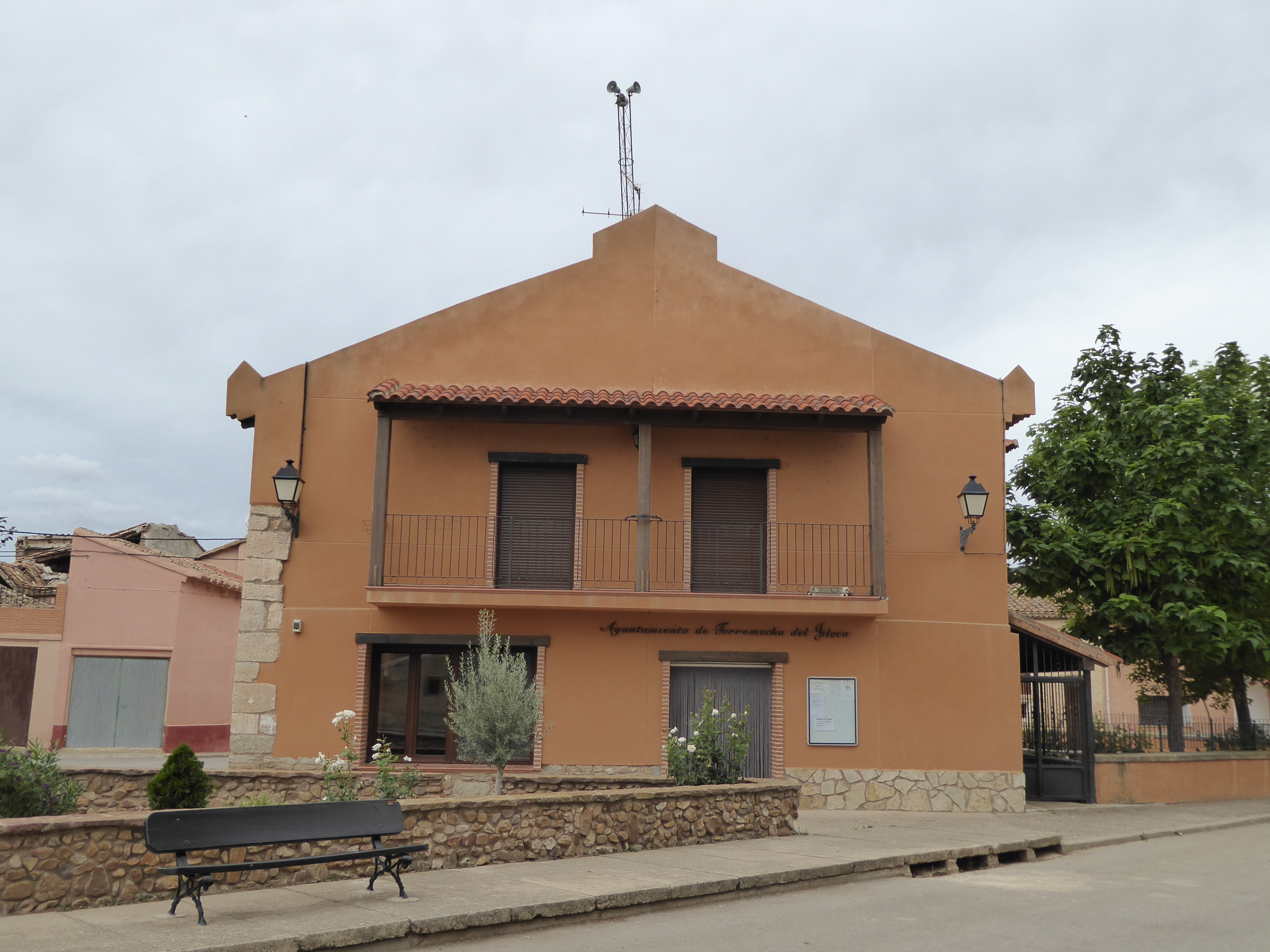
Markuskapelle

- Christopheruskirche
- Rathaus